# 16019 Edwardsu
16019 Edwardsu este un asteroid din centura principală de asteroizi.

## Descriere
16019 Edwardsu este un asteroid din centura principală de asteroizi. A fost descoperit pe 12 februarie 1999 la Socorro, New Mexico, în cadrul proiectului LINEAR. Asteroidul prezintă o orbită caracterizată de o semiaxă mare de 2,38 ua, o excentricitate de 0,14 și o înclinație de 6,5° în raport cu ecliptica.